# Juszczyn (Maków Podhalański)
Juszczyn ist eine Ortschaft mit einem Schulzenamt der Gemeinde Maków Podhalański im Powiat Suski der Woiwodschaft Kleinpolen in Polen.

## Geographie
Der Ort liegt am Bach Mędralów, einen linken Zufluss der Skawa, im nördlichen Teil der Saybuscher Beskiden, während ein kleiner Teil des Dorfs liegt am rechten Ufer der Skawa in den Makower Beskiden. Die Nachbarorte sind Kojszówka im Osten, Osielec im Südosten, Sidzina im Süden, Skawica im Südwesten, Białka im Westen, sowie Żarnówka im Norden.

## Geschichte
Im Jahr 1410 gehörte es mit 15 anderen Dörfern zur Starostei mit dem Sitz in der Burg Lanckorona, aber das Dorf Juszczin wurde erst im Jahr 1443 erstmals urkundlich erwähnt. Der besitzanzeigende Name Juszczyn ist vom Personennamen Juszcza (beispielsweise 1457 als Familiar(em) Iuszcza erwähnt) abgeleitet.
Juszczyn, Maków und Kojszówka machten im frühen 15. Jahrhundert, vor der walachischen Kolonisation, die südlichste Siedlungsinsel an der oberen Skawa, flussaufwärts der Orte im Herzogtum Auschwitz. Später war Juszczyna ein typisches Hirtendorf, aber im späten 16. Jahrhundert wurden dort Kupfer- und Eisenerz besucht, sowie im 17. und 18. Jahrhundert gab es im Weiler Hucisko eine Glashütte.
Bei der Ersten Teilung Polens wurde das Dorf 1772 Teil des neuen Königreichs Galizien und Lodomerien des habsburgischen Kaiserreichs (ab 1804). Ab 1782 gehörte es dem Myslenicer Kreis (1819 mit dem Sitz in Wadowice). Nach der Aufhebung der Patrimonialherrschaften bildete es nach 1850 eine Gemeinde im Bezirk Myślenice.
1918, nach dem Ende des Ersten Weltkriegs und dem Zusammenbruch der k.u.k. Monarchie, wurde Juszczyn, mit Ausnahme der Zeit der Besetzung Polens durch die Wehrmacht im Zweiten Weltkrieg, Teil Polens. Es gehörte dann zum Distrikt Krakau des Generalgouvernements.
Von 1975 bis 1998 gehörte Juszczyn zur Woiwodschaft Bielsko-Biała.